# Мядел
Мядел (на беларуски: Мядзел; на руски: Мядель) е град в Беларус, административен център на Мяделски район, Минска област. Населението на града е 6911 души (по приблизителна оценка от 1 януари 2018 г.).

## История
За пръв път селището е упоменато през 1324 година, през 1998 година получава статут на град.

## География
Градът е разположен между езерата Мястро и Баторино, на 143 км северно от столицата Минск.